# Eerste divisie (vrouwenhandbal) 2019/20
De eerste divisie is de op een na hoogste afdeling van het Nederlandse handbal bij de dames op landelijk niveau. Er nemen veertien teams deel.

## Gevolgen van de coronacrisis in Nederland
Nadat eerder alle wedstrijden tussen 12 en 22 maart 2020 waren afgelast, heeft op 24 maart het bondsbestuur van het NHV, alle competities voor het seizoen 2019/2020 als beëindigd verklaard. De belangrijkste consequenties waren dat de standen op 10 maart, de dag waarop de laatste wedstrijden zijn gespeeld, als de eindstanden golden, en dat er voor dit seizoen geen reglementaire promotie/degradatie bestond. Zelfs niet voor ploegen die dachten al zeker te zijn van promotie of degradatie, daar tegenover een promoverende ook een degraderende ploeg staat en veelal, zoniet altijd, beide nog niet bekend waren. Dit als gevolg van de op 23 maart door het kabinet genomen aangescherpte maatregelen in verband met de coronacrisis in Nederland waardoor er zeker tot 1 juni geen verdere wedstrijden meer gespeeld konden worden.
Hieronder wordt de situatie getoond zoals deze op 10 maart 2020 bestond, inclusief hetgeen dat in de planning stond. Voor de duidelijkheid, het ingeplande is definitief afgelast en de standen zijn als de eindstanden bepaald.

## Opzet
In het seizoen 2020/21 wordt de eredivisie met twee teams, van tien naar twaalf, uitgebreid. Tegelijkertijd wordt de eerste divisie met twee teams, van veertien naar twaalf, teruggebracht. Daardoor wordt dit seizoen een soort tussenjaar met een gewijzigde opzet.
- Niet alleen de kampioen, maar ook de ploeg die als tweede eindigt, promoveert rechtstreeks naar de eredivisie. Promotie blijft achterwege wanneer er al een ploeg van dezelfde vereniging in de reguliere eredivisie speelt. In dat geval promoveert de eerstvolgende ploeg in eindstand, die gerechtigd is om te promoveren
- De ploegen die als een-na-laatste (dertiende) en laatste (veertiende) eindigen, degraderen rechtstreeks naar de tweede divisie. Dit is ongewijzigd ten opzichte van vorig seizoen.
- Het seizoen wordt onderverdeeld in vier perioden van respectievelijk 6, 7, 7 en 6 wedstrijden. De ploeg die in een periode de meeste punten behaalt, is periodewinnaar en verkrijgt het recht om deel te nemen aan de zogenaamde nacompetitie. Indien de uiteindelijke kampioen, de nummer twee in de eindstand, een ploeg die niet mag promoveren, of een degradant een periode wint, wordt het recht tot deelname aan de nacompetitie overgedragen aan het hoogst geklasseerde team in de eindrangschikking dat nog niet aan de nacompetitie deelneemt. In de nacompetitie spelen deze vier ploegen uit de eerste divisie onderling een volledige competitie. In tegenstelling tot vorig seizoen promoveert de winnaar van deze nacompetitie direct.

Er promoveren dus drie ploegen, in tegenstelling tot vorig seizoen, toen dit er één of twee waren. Het aantal ploegen dat degradeert blijft ongewijzigd op twee (gelijk aan het aantal tweede divisies).

## Teams
| Ploeg                   | Plaats     | Provincie     | Trainer(s)                      | Hal                    |
| ----------------------- | ---------- | ------------- | ------------------------------- | ---------------------- |
| Green Park/Aalsmeer     | Aalsmeer   | Noord-Holland | Will Plugge                     | de Bloemhof            |
| SouthernHill/BFC        | Beek       | Limburg       | Karin Logister                  | de Haamen              |
| DSS                     | Heemskerk  | Noord-Holland | Serge Ter Horst                 | de Waterakkers         |
| Misker/E&O              | Emmen      | Drenthe       | Henk Smeenge                    | Angelslo               |
| Foreholte               | Voorhout   | Zuid-Holland  | Marc Klein                      | De Tulp                |
| Fortissimo              | Cothen     | Utrecht       | Willem-Jan Ruder                | De Rijnsloot           |
| B&B Healthcare/Hercules | Den Haag   | Zuid-Holland  | Richard Rijkens                 | Boswijk                |
| PCA/Kwiek               | Raalte     | Overijssel    | Tonio van Rhee                  | Sporthal Tijenraan     |
| PSV Handbal             | Eindhoven  | Noord-Brabant | Jeroen Baats & Chretien Linssen | de Vijfkamp            |
| Quintus 2               | Kwintsheul | Zuid-Holland  | Marcello Radder                 | Eekhout Hal            |
| De Tukkers              | Albergen   | Overijssel    | Arjan Averink & Olga Assink     | Sportpark het Loarkamp |
| VENECO/VELO             | Wateringen | Zuid-Holland  | Alex Curescu                    | Velohal                |
| Westsite                | Amsterdam  | Noord-Holland | Ton Stroosnijder                | Calandhal              |
| Z.A.P.                  | Breezand   | Noord-Holland | Ronald van de Kamp              | de Zwaluwenvlucht      |

## Reguliere competitie

### Stand
| Pos | Team                    | Wed | W  | G | V  | Ptn | DV  | DT  | +/−  | Opmerking                                     |
| --- | ----------------------- | --- | -- | - | -- | --- | --- | --- | ---- | --------------------------------------------- |
| 1   | PCA/Kwiek               | 26  | 24 | 1 | 1  | 49  | 923 | 585 | +338 | Promoveren naar de eredivisie                 |
| 2   | Fortissimo              | 26  | 20 | 1 | 5  | 41  | 713 | 572 | +141 | Promoveren naar de eredivisie                 |
| 3   | SouthernHill/BFC        | 26  | 20 | 1 | 5  | 41  | 704 | 585 | +119 | Nacompetitie voor promotie naar de eredivisie |
| 4   | PSV Handbal             | 26  | 15 | 3 | 8  | 33  | 710 | 612 | +98  | Nacompetitie voor promotie naar de eredivisie |
| 5   | Z.A.P.                  | 26  | 14 | 2 | 10 | 30  | 650 | 630 | +20  | Nacompetitie voor promotie naar de eredivisie |
| 6   | Foreholte               | 26  | 13 | 4 | 9  | 30  | 748 | 743 | +5   | Nacompetitie voor promotie naar de eredivisie |
| 7   | Westsite                | 26  | 13 | 3 | 10 | 29  | 660 | 645 | +15  |                                               |
| 8   | Quintus 2               | 26  | 8  | 4 | 14 | 20  | 647 | 683 | −36  |                                               |
| 9   | Misker/E&O              | 26  | 8  | 2 | 16 | 18  | 642 | 697 | −55  |                                               |
| 10  | De Tukkers              | 26  | 8  | 2 | 16 | 18  | 680 | 759 | −79  |                                               |
| 11  | VENECO/VELO             | 26  | 8  | 1 | 17 | 17  | 618 | 706 | −88  |                                               |
| 12  | DSS                     | 26  | 7  | 3 | 16 | 17  | 575 | 684 | −109 |                                               |
| 13  | B&B Healthcare/Hercules | 26  | 6  | 1 | 19 | 13  | 523 | 702 | −179 | Degraderen naar de tweede divisie             |
| 14  | Green Park/Aalsmeer     | 26  | 4  | 0 | 22 | 8   | 525 | 715 | −190 | Degraderen naar de tweede divisie             |

1. ↑  Winnaar eerste, tweede en derde periode (ronde 1-6, 7-13 en 14-20).
2. ↑  Winnaar vierde periode (ronde 21-26).
3. ↑  Vervangende winnaar eerste periode.
4. ↑  Vervangende winnaar tweede periode.
5. ↑  Vervangende winnaar derde periode.
6. ↑  Vervangende winnaar vierde periode.

### Uitslagen
| Thuis \ Uit             | AAL   | BFC   | DSS   | E&O   | FOR   | FRT   | HER   | KWI   | PSV   | QUI   | TUK   | VEL   | WSI   | ZAP   |
| ----------------------- | ----- | ----- | ----- | ----- | ----- | ----- | ----- | ----- | ----- | ----- | ----- | ----- | ----- | ----- |
| Green Park/Aalsmeer     |       | 10–25 | 19–24 | 18–23 | 31–25 | 22–34 | 22–19 | 25–33 | 22–30 | 24–34 | 26–25 | 27–26 | 23–24 | 13–20 |
| SouthernHill/BFC        | 33–21 |       | 36–27 | 30–21 | 32–24 | 26–33 | 31–15 | 23–27 | 22–21 | 31–24 | 30–20 | 28–23 | 19–23 | 26–20 |
| DSS                     | 24–19 | 22–22 |       | 24–23 | 26–30 | 17–26 | 20–23 | 21–36 | 16–30 | 19–19 | 33–29 | 24–20 | 22–28 | 22–28 |
| Misker/E&O              | 28–25 | 20–26 | 27–27 |       | 29–31 | 18–24 | 31–22 | 23–24 | 28–28 | 30–27 | 19–22 | 27–19 | 28–27 | 29–33 |
| Foreholte               | 32–20 | 28–31 | 31–29 | 30–31 |       | 31–39 | 28–22 | 31–40 | 25–25 | 31–28 | 29–27 | 31–22 | 29–28 | 30–25 |
| Fortissimo              | 26–17 | 20–23 | 27–22 | 26–20 | 26–22 |       | 28–17 | 30–30 | 26–24 | 23–20 | 34–21 | 37–23 | 32–22 | 27–18 |
| B&B Healthcare/Hercules | 25–18 | 18–25 | 29–19 | 12–26 | 24–24 | 17–20 |       | 22–35 | 11–33 | 23–24 | 25–24 | 26–22 | 12–29 | 24–23 |
| PCA/Kwiek               | 41–12 | 37–22 | 33–13 | 39–19 | 42–25 | 31–25 | 35–15 |       | 28–32 | 40–26 | 39–22 | 38–21 | 37–20 | 38–26 |
| PSV Handbal             | 28–16 | 27–32 | 29–10 | 30–20 | 27–31 | 18–30 | 25–14 | 22–31 |       | 27–19 | 33–24 | 22–23 | 32–26 | 29–25 |
| Quintus 2               | 27–16 | 19–23 | 21–22 | 34–27 | 29–29 | 25–22 | 36–22 | 23–36 | 24–26 |       | 28–27 | 25–20 | 24–24 | 20–21 |
| De Tukkers              | 31–21 | 21–27 | 27–26 | 32–29 | 27–34 | 26–34 | 39–25 | 20–50 | 28–28 | 26–26 |       | 26–28 | 34–27 | 26–23 |
| VENECO/VELO             | 28–19 | 20–30 | 25–26 | 27–23 | 22–32 | 16–32 | 30–18 | 20–37 | 26–28 | 34–27 | 27–26 |       | 19–19 | 22–26 |
| Westsite                | 27–17 | 18–31 | 22–19 | 29–24 | 32–26 | 27–18 | 27–24 | 23–29 | 23–33 | 32–18 | 27–28 | 29–24 |       | 22–22 |
| Z.A.P.                  | 23–22 | 26–20 | 25–21 | 31–19 | 29–29 | 19–14 | 28–19 | 24–37 | 32–23 | 28–20 | 31–22 | 23–31 | 21–25 |       |

## Nacompetitie

### Voor promotie
Door de uitbreiding van de eredivisie van 10 naar 12 ploegen, kunnen er 2 extra ploegen promoveren. De 4 (vervangende) periodekampioenen bepalen in een volledige competitie welke 2 ploegen dit zijn.

#### Teams
| Positie               | Team             | Opmerking                      |
| --------------------- | ---------------- | ------------------------------ |
| No. 03 eerste divisie | SouthernHill/BFC | Vervanger winnaar 1ste periode |
| No. 04 eerste divisie | PSV Handbal      | Vervanger winnaar 2de periode  |
| No. 05 eerste divisie | Z.A.P.           | Vervanger winnaar 3de periode  |
| No. 06 eerste divisie | Foreholte        | Vervanger winnaar 4de periode  |

>> Volledig afgelast, het getoonde is de oorspronkelijke planning. <<

#### Stand
| Pos | Team             | Wed | W | G | V | Ptn | DV | DT | +/− | Opmerking                     |
| --- | ---------------- | --- | - | - | - | --- | -- | -- | --- | ----------------------------- |
| 1   | SouthernHill/BFC | 0   | 0 | 0 | 0 | 0   | 0  | 0  | 0   | Promoveren naar de eredivisie |
| 2   | Foreholte        | 0   | 0 | 0 | 0 | 0   | 0  | 0  | 0   | Promoveren naar de eredivisie |
| 3   | PSV Handbal      | 0   | 0 | 0 | 0 | 0   | 0  | 0  | 0   |                               |
| 4   | Z.A.P.           | 0   | 0 | 0 | 0 | 0   | 0  | 0  | 0   |                               |

#### Programma/Uitslagen
| Thuis \ Uit      | BFC    | PSV    | ZAP    | FOR    |
| ---------------- | ------ | ------ | ------ | ------ |
| SouthernHill/BFC |        | 21 mrt | 4 apr  | 25 apr |
| PSV Handbal      | 18 apr |        | 28 mrt | 4 apr  |
| Z.A.P.           | 2 mei  | 25 apr |        | 22 mrt |
| Foreholte        | 29 mrt | 2 mei  | 18 apr |        |